# Kenpeitai
 (juillet 2021).
La Kenpeitai ou Kempeitai (憲兵隊, /ke̞m.pe̞ː.tai/) surnommée la « Gestapo japonaise » est la police militaire de l'Armée impériale japonaise.
Fondée en 1881 pendant l'ère Meiji, Kenpeitai signifie littéralement « soldat de la loi ». La Kenpeitai est une sorte d'organisation politico-militaire qui s'est initialement inspirée en partie du modèle de la gendarmerie. Elle fut dissoute en août 1945, puis officiellement supprimée en 1947.

## Histoire
La Kenpeitai est fondée en 1881 par un décret concernant la gendarmerie (憲兵例) l'ordonnance Kenpei prenant en partie pour modèles les gendarmeries française et allemande, l'Armée Impériale japonaise ayant été très inspirée par les armées française et prussienne. Les détails des fonctions exécutives militaire et de police furent définies par la Kenpei Rei de 1898 amendés 36 fois jusqu'à la défaite du Japon en 1945. Initialement, le corps était composée de 349 hommes.

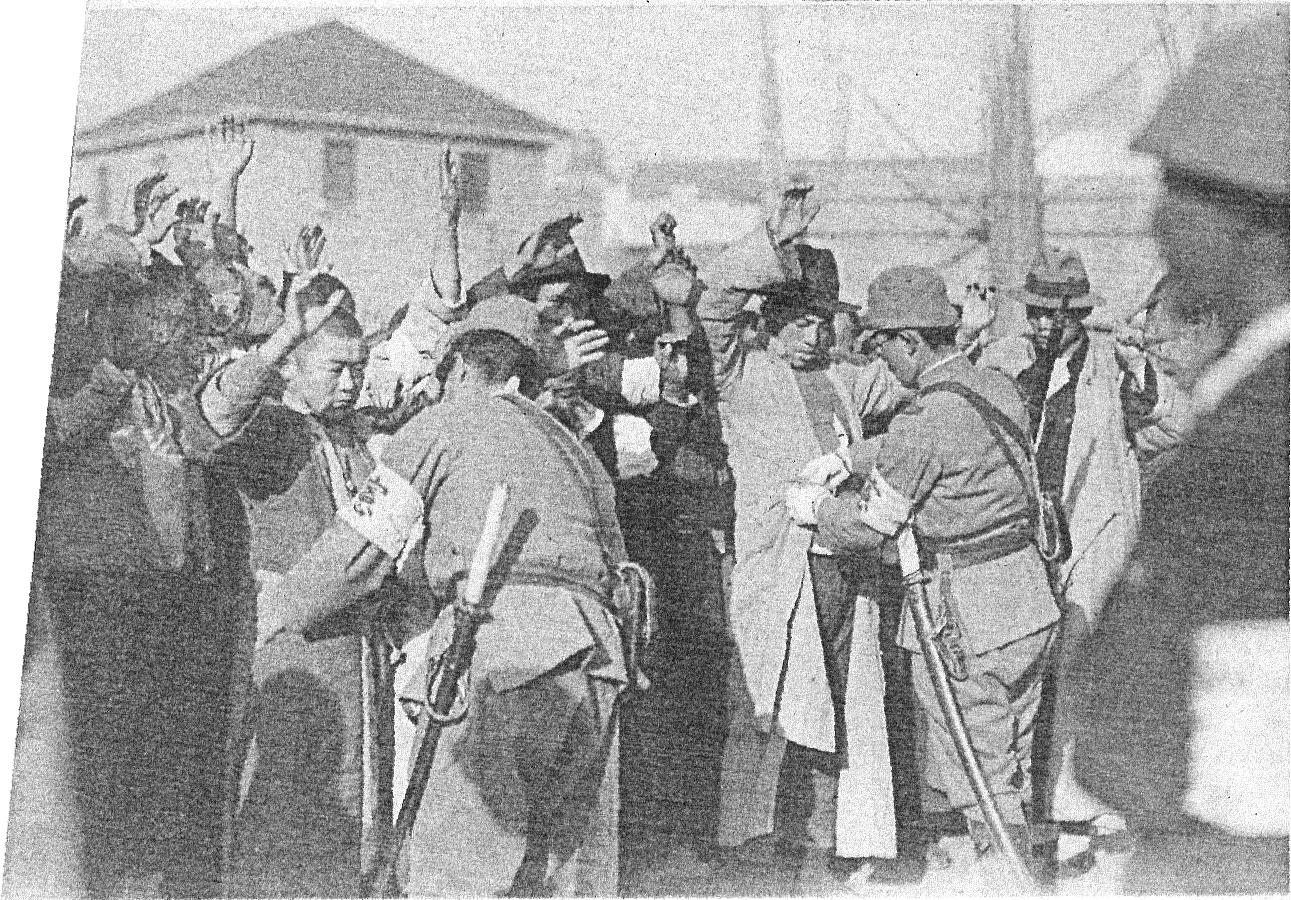
Fouille de soldats chinois par la Kenpeitai après la chute de Nankin.

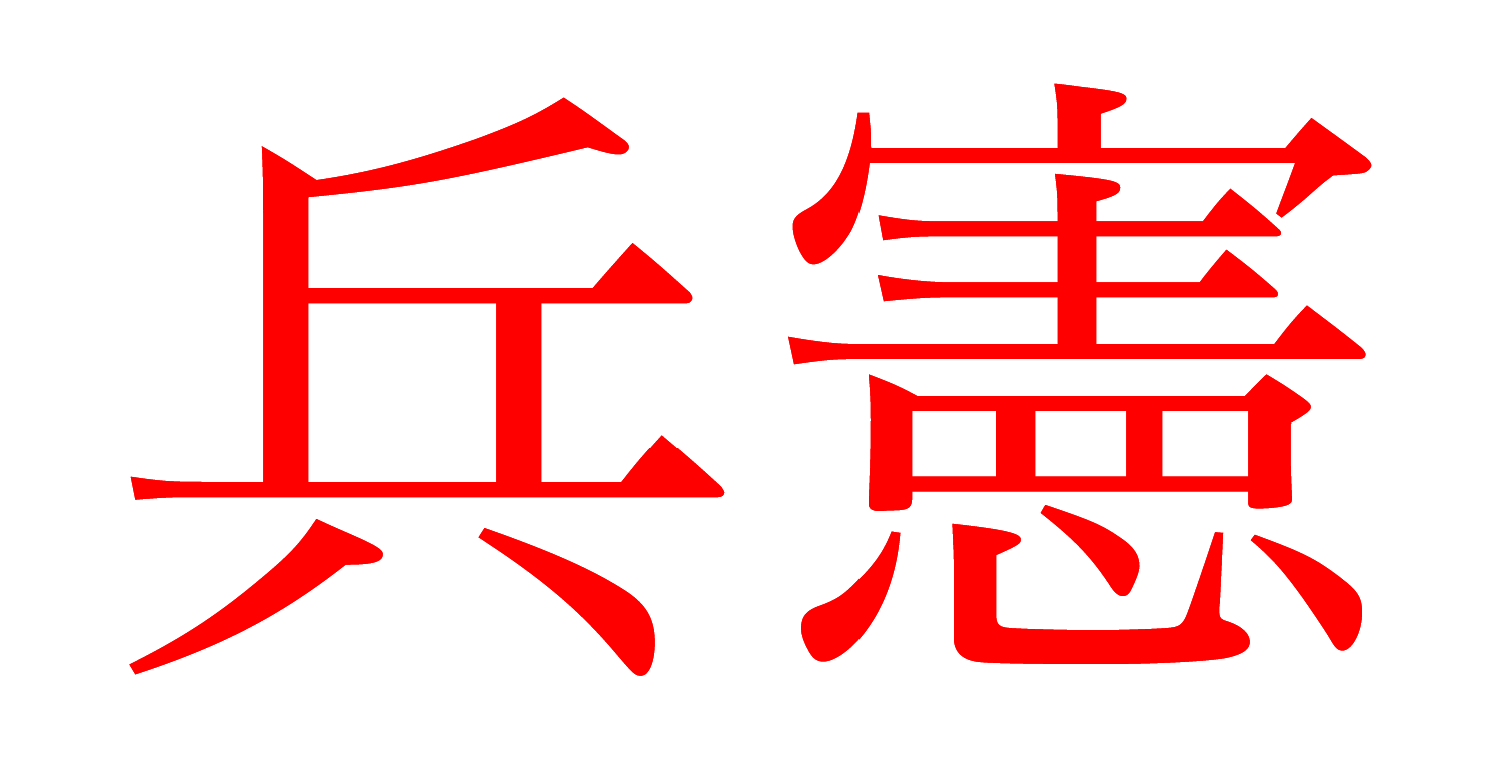
Logo de la Kenpeitai.

Bien qu'appartenant officiellement à l'Armée impériale, la Kenpeitai assumait également sur le territoire japonais les fonctions de police exécutive sous la direction du ministre de l'Intérieur et celles de police judiciaire sous la direction du ministre de la Justice. Enfin, elle prenait en charge les fonctions de police militaire pour la Marine impériale sous la direction du ministre de l'Amirauté, bien que la Marine possède son propre service de sécurité, la Tokkeitai, beaucoup plus petite.
Un membre du corps Kenpeitai était appelé un kenpei. L'effectif était d'environ 7 500 membres. Le commandant historique fut Yasumasa Fukushima
Son équivalent civil est la Tokkō, raccourci de Tokubetsu Kōtō Keisatsu, Haute Police Spéciale, connue également sous le surnom de Police du Contrôle de la Pensée (思想警察, Shisō Keisatsu), elle se rapproche davantage d'une structure de police secrète.
Cependant la Kenpeitai, étant également affiliée au ministère de l'intérieur, avait sa propre police secrète ; lorsque les Kenpei arrêtaient un civil sur le territoire national, celui-ci ne pouvait théoriquement que faire l'objet de poursuites judiciaires civiles.
La Kenpeitai servait ainsi de police politique pour traquer les opposants au régime ; elle fut l'une des polices les plus redoutées du Japon. Dirigée par le général Hideki Tōjō (東条英機) (1884-1948) durant la Seconde Guerre mondiale, puis supprimée par la Constitution japonaise de 1947, la Kenpeitai fut souvent surnommée « la Gestapo japonaise », car toutes deux ont commis des crimes de guerre et des crimes contre l'humanité.

### Relations avec les forces de l'Axe
Dans les années 1920 et 1930, la Kenpeitai noua des relations avec certains services de renseignement européens. Plus tard, lorsque le Japon adhéra au Pacte Tripartite, ces relations devinrent plus formelles avec les services de l'Abwehr, du Sicherheitdienst allemands et du Servizio informazioni difesa italien. Les Japonais ont envoyé des données sur les forces soviétiques en Extrême-Orient et pour l'opération Barbarossa depuis l'ambassade du Japon. L'amiral Wilhem Canaris a offert son aide en ce qui concerne la neutralité du Portugal au Timor.
Un important lieu d'échange d'informations et de technologies fut la base de sous-marins de Penang en Malaisie occupée, elle ravitaillait aussi bien la Marine impériale japonaise que des unités de la Kriegsmarine allemande ou de la Marine royale italienne qui patrouillaient dans l'océan Indien et la mer Rouge.
Tant qu'elles furent encore à leur disposition, les forces de l'Axe utilisèrent également des bases en Afrique orientale italienne, dans la colonie française de Vichy à Madagascar et dans des endroits officiellement neutres comme les possessions portugaises en Inde.

### Kenpeitai au Mandchoukouo et en Corée
Une des premières opérations de la Kenpeitai fut son envoi en Corée où la mission était le maintien de l'ordre public pour le compte de l'armée japonaise d'occupation. Bien qu'elle ait également fonctionné comme police militaire, ce statut restera fondamentalement inchangé après l'annexion de la Corée par le Japon en 1910.
La brutalité, les tortures et exécutions de la Kenpeitai étaient particulièrement notoires en Corée, au Mandchoukouo, en Chine occupée et dans tous les territoires conquis par le Japon après 1941. Les Kenpei étaient également redoutés par les Japonais pour leurs abus sur la population civile, notamment après le début des hostilités.

### Kenpeitai comme arme politique
L’empereur Hirohito (裕仁) nomme, pendant les négociations tripartites entre les États-Unis, la Chine et le Japon en septembre 1940, le général Tôjô Hideki (東条英機)  partisan d'une politique dure mais réputé pour son dévouement à l'institution impériale à la fois aux postes de Premier ministre (1941-1944), ministre de la Guerre (1940-1944) et ministre de l’Intérieur (1941-1942). Pendant son mandat en tant que ministre de l'Intérieur, il dirigea également le Keishichō (police de Tokyo).
Général de l’armée japonaise, Hideki Tôjô avait été rapidement transféré à l’armée du Kwantung (関東軍 kantōgun) au début de sa carrière. C'est en 1938, qu'il est rappelé au Japon pour occuper différentes positions de haut rang. Il devient chef de l’état-major de l’Armée de terre en 1944.
Hideki Tôjô commet une tentative de suicide par balles en 1945 juste avant sa capture par les forces d’occupation. Mais il y survit et est ainsi jugé par le TMIEO en tant que criminel de guerre compte-tenu des postes qu'il occupait. Condamné pour crimes de guerre, il est pendu en 1948. Hideki Tôjô est souvent considéré comme un bouc émissaire exécuté afin de sauver l’empereur Hirohito et le maintenir en place. Selon les sources, il est jusqu’à la fin le plus dévoué des proches de l'empereur.
Certains de ses agents ont procédé à des exécutions sommaires, notamment lors de l'incident d'Amakasu de 1923 au cours duquel des civils furent massacrés.
Entre 1928 et 1936, on peut dénombrer 60 000 personnes arrêtées pour pensées dangereuses, moins de 10 % ont été traduites en justice. Le contrôle de la pensée s’étend dans tout la société nippone.

### La Kenpeitai en Indochine
Depuis longtemps, le Japon a des ambitions expansionnistes envers cette région d'Asie du Sud-Est. En 1940, l'aura de la France s'effondre avec l'armistice. Successivement, le général Georges Catroux nommé en juillet 1939 puis remplacé par l'amiral Decoux nommé le 25 juin 1940 gouverneur général de l'Indochine française, vont céder à la volonté japonaise. Petit à petit, progressivement, les Japonais s'installent en Indochine pour faire peser une pression croissante qui instaure une tension latente. Les Français vivent dans une certaine « bulle » et la vie continue sous l'autorité de l'amiral Decoux sous les ordres de Vichy. Quand Manille occupée depuis 3 ans tombe face aux Américains après la bataille de Manille qui se déroule du 3 février au 3 mars 1945, cet évènement déclenche le coup de force du 9 mars 1945.

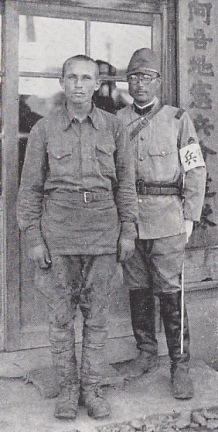
Capture d'un soldat soviétique par la Kenpeitai lors de la bataille du lac Khassan (1938).

Les Japonais désignaient le conflit en Asie du Sud-Est sous l’appellation de Guerre de la Grande Asie de l’Est pour démontrer leur volonté d'hégémonie envers cette partie de l'Asie. D'ailleurs, cette terminologie a été utilisée par la suite par les courants révisionnistes et les étapes de la construction d’une dictature impériale. Le pluralisme des partis demeure tout au long de la guerre, le régime s’appuyant sur trois piliers : « l’armée, l’empereur, le consensus ». Les Japonais assurent le contrôle sur un plan social grâce aux associations de voisinage, les Tonarigumi sur un plan polico-militaire avec la Kenpeitai.
À la suite du coup de force japonais du 9 mars 1945 en Indochine, entre mars et août 1945 des milliers de prisonniers français — soldats et civils — sont massacrés à la mitrailleuse, au sabre ou à coups de pioches par la Kenpeitai. Des centaines d’autres sont envoyées dans des camps, en pleine jungle, où la mortalité est extrêmement élevée. Les prisonniers y suffoquent dans des cages en bambous infectes et exiguës et régulièrement soumis à la torture. Toutes les méthodes sont utilisées : les coups, l’eau, l’électricité, les brûlures,. La mise à mort des captifs, la torture, le massacre ou la réduction en esclavage des civils sont monnaie courante. Jean-Louis Margolin dans son livre L'armée de l'empereur. Violences et crimes du Japon en guerre, 1937-1945, évalue entre 50 000 et 90 000 le nombre des morts.
George Groslier, le conservateur du musée des Arts du Cambodge à la retraite ayant décidé de rester au Cambodge en 1942, s’engage dans la résistance contre l’occupant japonais en tant qu’opérateur radio clandestin, en effet, il était devenu spécialiste de radio-amateur. Cependant, le 18 juin 1945, Groslier suspecté d'appartenir à la résistance anti-japonaise fut capturé et emprisonné par la Kenpeitai, puis succombe sous la torture à l'âge de 58 ans.
Les récits démontrent qu'il n'y avait aucun respect des Conventions Internationales, la violence et la cruauté sont devenus la norme. Les expérimentations médicales de l’unité 731 en Mandchoukouo, les suicides de masse, volontaires et contraints, des civils de Saipan et d’Okinawa, les viols et la mise en prostitution forcée de dizaines de milliers de femmes, la propagation de l’héroïne en Chine occupée, les mutilations omniprésentes, les cas d’anthropophagie, dont furent entre autres victimes des centaines de prisonniers australiens en Nouvelle-Guinée.

### Organisation de la Kenpeitai
Selon les rapports de l'US Army, vers la fin de la guerre, la Kenpeitai était composé d'environ 36 000 membres. Cependant, ils recrutaient énormément des locaux chez les Taïwanais, les Malais, les Chinois, les Cambodgiens, et les Vietnamiens. Il semble qu'ils aient particulièrement recruté chez les membres de la secte religieuse Cao Dai en Indochine.
En effet, ces unités auxiliaires composées de forces ethniques régionales ont été organisées dans les zones occupées. Ces troupes de complément étaient décrites comme faisant partie de l'organisation mais limitées au grade de Socho (sergent-major).

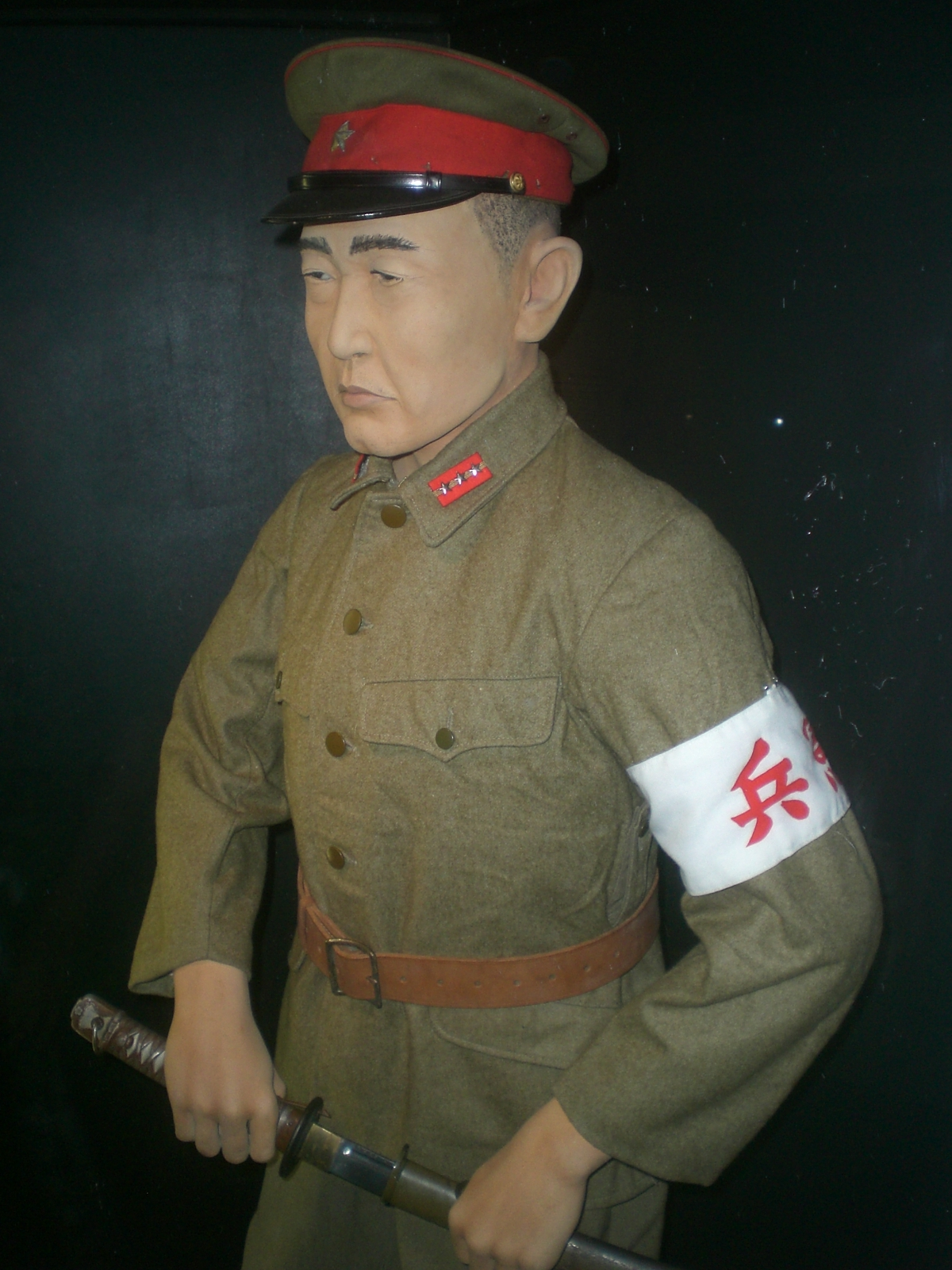
Un uniforme d'un membre Sōchō (sergent-major) au musée côtier de Hong Kong (香港海防博物館, Hong Kong Museum of Coastal Defence) connu autrefois sous le nom de fort de Lei Yue Mun.

En 1937, la Kenpeitai comptait officiellement 315 officiers et 6 000 enrôlés.
Aujourd'hui, les Forces japonaises d'autodéfense (自衛隊, romanisé en Jieitai), assurent les charges de police militaire, on les appelle également les Keimutai. Chaque membre est un Keimukan.

## Membres connus

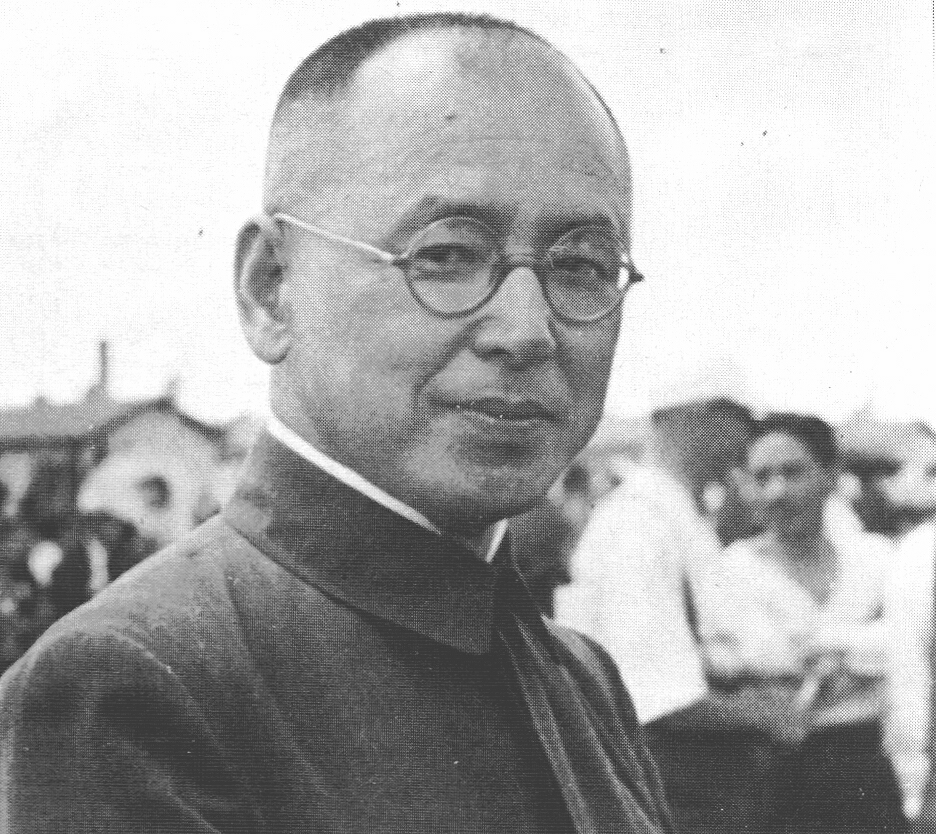
, lieutenant responsable d'un détachement de la Kenpeitai qui a commis des exactions lors du tremblement de terre de Kantō de 1923 : l'incident d'Amakasu.

- Masahiko Amakasu (甘粕正彦) (1891-1945)
- Hideki Tōjō (東条英機) (1884-1948)

## Victimes françaises
- Louis Camille Huchet (1889-1947)
- George Groslier (1887-1945)

## Représentations dans la culture populaire
La Kenpeitai est représentée dans la série télévisée The Man in the high castle, uchronie dans laquelle l'Empire japonais et le IIIe Reich ont gagné la Seconde Guerre mondiale et ont envahi les États-Unis en se partageant les territoires. La Kenpeitai y joue un rôle de premier plan dans la traque des réseaux de résistance qui se sont formés contre les deux nouveaux gouvernements de l'ancien territoire américain.